# Енис
За градът в САЩ вижте Енис (Тексас).
Ѐнис (на английски: Ennis; на ирландски: Inis) е град в Югозападна Ирландия, провинция Мънстър. Главен административен център на графство Клеър. Разположен е около река Фъргъс. Шосеен транспортен възел. Има жп гара по линията от Лимерик към северната част на страната. Населението му е 20 142 души от преброяването през 2006 г. 

## Побратимени градове
- Финикс, Аризона, САЩ